# Saperda messageei
Saperda messageei es una especie de escarabajo longicornio del género Saperda, tribu Saperdini, subfamilia  Lamiinae. Fue descrita científicamente por Breuning en 1962.

## Descripción
Mide 11 milímetros de longitud.

## Distribución
Se distribuye por Laos.